# Le Paralytique
Pour plus de détails, voir Fiche technique et Distribution.
Le Paralytique est un film muet français réalisé par Louis Feuillade, sorti en 1909.

## Distribution
- Renée Carl
- Maurice Vinot